# Arequipa (département)
Le département d'Arequipa est un des 24 départements du Pérou. Il est situé au sud-ouest du pays. Sa localisation est stratégique pour le Pérou car il est connecté avec environ 40 % du pays et avec le monde par voies maritime et aérienne.
La région d'Arequipa est celle avec le deuxième plus grand produit intérieur brut (PIB) au niveau du pays. L'économie de la région dépend de la production agricole, de bétail, minière et industrielle.

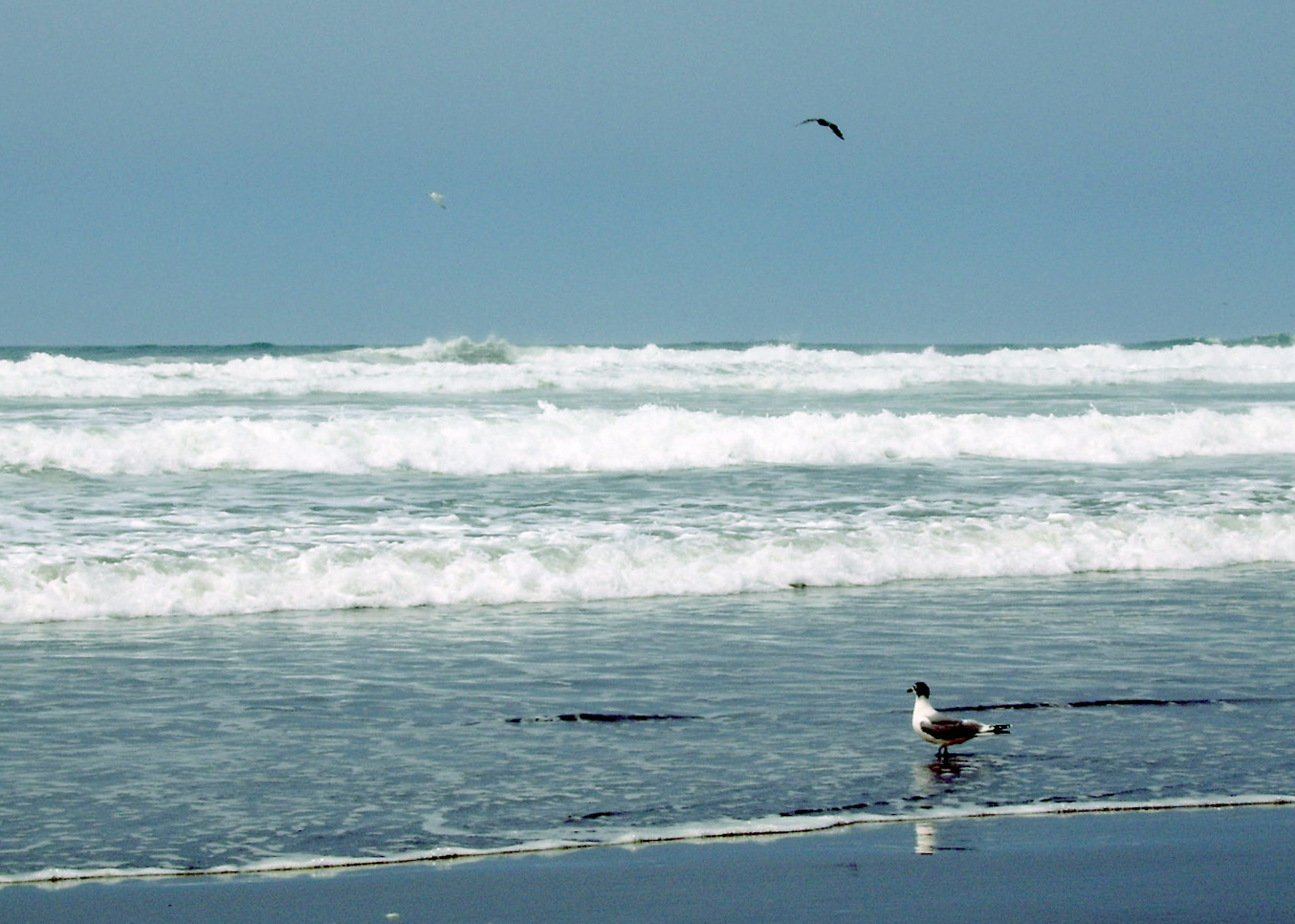
Océan Pacifique, plage Punta de Bombon

## Particularités géographiques
- Des chaînes de montagnes, comme la cordillère volcanique, élément de la zone volcanique centrale des Andes
- Le cañon de Colca, 3 400 mètres dans sa plus grande profondeur (deux fois plus que celui du Colorado).
- Le cañon de Cotahuasi.
- Le volcan el Misti, 5 825 mètres.
- La source de l'Amazone se trouve sur le versant nord du Nevado Mismi dans la province de Caylloma.

## Division administrative
La région d'Arequipa est divisée en 8 provinces:
| Province   | Capitale    | Districts | Carte des provinces |
| ---------- | ----------- | --------- | ------------------- |
| Arequipa   | Arequipa    | 29        |                     |
| Camaná     | Camaná      | 8         |                     |
| Caravelí   | Caravelí    | 13        |                     |
| Castilla   | Aplao       | 14        |                     |
| Caylloma   | Chivay      | 19        |                     |
| Condesuyos | Chuquibamba | 8         |                     |
| Islay      | Mollendo    | 6         |                     |
| La Unión   | Cotahuasi   | 11        |                     |

## Culture principale
Les incas. À noter la présence de sacrifices humains sur le Mont Ampato.

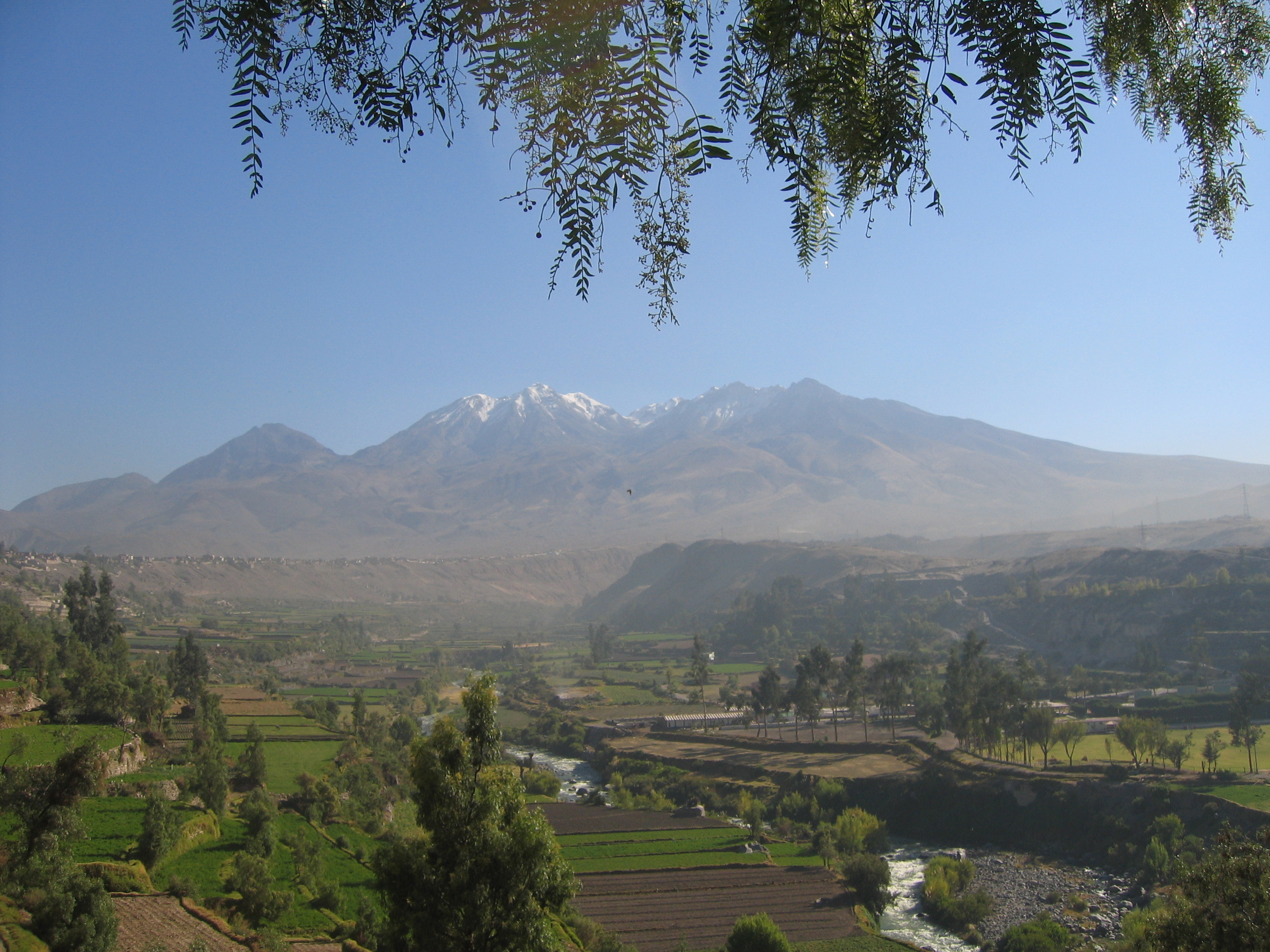
Vallée de la rivière Chili.

## Économie
- Blé, coton, riz, oignons, aulx, quinoa, vergers, lait.
- Élevage de bovins et de camélidés comme le lama et l'alpaga.
- Cuivre, argent et fer.
- Mine de Cerro Verde

## Personnages célèbres
- Mariano Melgar, l'un des plus célèbres poètes péruviens[2],[3].
- Francisco Garcia Calderon : Président durant la guerre avec le  Chili, il fut fait prisonnier et mourut en martyr sans jamais se soumettre à l'ennemi.